# Luis Domínguez Calonge
Luis Domínguez Calonge (Zaragoza, 18 de enero de 2003) es un deportista español que compite en natación, especialista en el estilo libre.
Ganó dos medallas en los Juegos Mediterráneos de 2022, plata en el relevo 4 × 200 m libre y bronce en la prueba de 200 m libre.
Participó en los Juegos Olímpicos de París 2024, ocupando el noveno lugar en los 4 × 100 m libre y el decimotercero en los 4 × 200 m libre.
Estudió Nanomedicina en el Instituto Politécnico y Universidad Estatal de Virginia.